# Hoke County
Hoke County är ett administrativt område i delstaten North Carolina, USA. År 2010 hade countyt 46 952 invånare. Den administrativa huvudorten (county seat) är Raeford.

## Geografi
Enligt United States Census Bureau har countyt en total area på 1 016 km². 1 013 km² av den arean är land och 3 km² är vatten.

### Angränsande countyn
- Moore County - nord, nordväst
- Cumberland County - öst
- Robeson County - syd
- Scotland County - sydväst

### Orter
- Raeford (huvudort)